# Ottoherscheid
Ottoherscheid ist ein Ortsteil im Stadtteil Bärbroich von Bergisch Gladbach.

## Geschichte
Bei der Ortschaft Ottoherscheid handelt es sich um einen mittelalterlichen Siedlungsnamen, der im Urkataster als Otto Herscheid verzeichnet ist. Das Grundwort herscheid ist auch in die Siedlungsnamen Dresherscheid und Wüstenherscheid eingeflossen. Es lässt sich aus der früheren Form Haenscheid erschließen. Haen stellt eine Nebenform von „Hain/Hohn“ (in Flurnamen = eingehegter Wald) dar, während „scheid“ generell eine Grenze (auch bewaldete Erhöhung) bezeichnet. Demzufolge lässt sich herscheid als Waldgrenze bzw. Grenzwald deuten.
Laut der Uebersicht des Regierungs-Bezirks Cöln besaß der als „Bauergüter“ kategorisierte Ort 1845 vier Wohnhäuser. Zu dieser Zeit lebten 41 Einwohner im Ort, alle katholischen Glaubens.